# الرماية في الألعاب الأولمبية الصيفية 2004
تنافس في الرماية في الألعاب الأولمبية الصيفية الثامنة والعشرين 390 متسابقا على 17 ميدالية ذهبية, وتمكن الرياضي العربي احمد المكتوم من الإمارات العربية المتحدة من الحصول على الذهبية في سباق رماية الألواح الطينية متفوقا بهذا على العديد من المتسابقين العرب الآخرين ومنهم فهد الديهاني ومشفي المطيري من الكويت ورشيد العذبة من قطر.
| الترتيب | الدولة                     |   |   |   |    |
| 1.      | الصين                      | 4 | 2 | 3 | 9  |
| 2.      | روسيا                      | 3 | 4 | 3 | 10 |
| 3.      |                            | 2 | 1 | 0 | 3  |
| 4.      | الولايات المتحدة الأمريكية | 2 | 0 | 0 | 2  |